# Canzoni napoletane moderne
Canzoni napoletane moderne, pubblicato nel 1966 su 33 giri, è un album discografico del cantante Mario Trevi.

## Il disco
L'album è una raccolta di brani incisi nel 1966, su 45 giri, per la casa discografica Durium. Dopo l'esperienza dell'anno precedente con l'album Canzoni napoletane classiche, Mario Trevi pubblica un album dedicato a melodie della canzone napoletana che, all'epoca, erano state pubblicate dai quindici ai vent'anni prima. Ancora una volta con arrangiamenti di Eduardo Alfieri, Trevi inciderà brani come Luna rossa, scritta da Vincenzo De Crescenzo ed Antonio Vian nel 1950,  'O vascio, scritta da Mario Giuseppe Cardola ed E. A. Mario nel 1946, Munasterio 'e Santa Chiara, scritta da Michele Galdieri e Alberto Barberis nel 1945, Catena, scritta da Gennaro Santoro e Giuseppe Rossetti nel 1944. Nel 1975 la Durium ristamperà l'album con la serie Cicala.

## Tracce
1. Scalinatella (Bonagura-Cioffi)
2. Serenatella a 'na cumpagna 'e scola (Galdieri-Bonavolontà)
3. 'O vascio (Cardarola-E. A. Mario)
4. Giuramento (Russo-Vian)
5. Dimme addò staje (Esposito-Barile)
6. Sciummo (Bonagura-Concina)
7. Luna rossa (De Crescenzo-Vian)
8. Simmo 'e Napule paisà (Fiorelli-Valente)
9. Vierno (De Gregorio-Acampora)
10. Vint' anne (Della Gatta-Matassa)
11. Catena (Santoro-Rossetti)
12. Munasterio 'e Santa Chiara (Galdieri-Barberis)